# Hermes DVS in het seizoen 1968/69
Het seizoen 1968/1969 was het 15e jaar in het bestaan van de Schiedamse betaaldvoetbalclub Hermes DVS. De club kwam uit in de Tweede divisie en eindigde daarin op de 16e plaats. Tevens deed de club mee aan het toernooi om de KNVB beker, hierin werd de club in de eerste ronde uitgeschakeld door Heracles (0–1).

## Wedstrijdstatistieken

### Tweede divisie
|       | AGOVV | Baronie | SC Drente | EDO   | Excelsior | Fortuna | Gooiland | De Graafschap | Heerenveen | Limburgia | NOAD  | PEC   | Roda JC | Velox | FC VVV | ZFC   | Zwolsche Boys |
| ----- | ----- | ------- | --------- | ----- | --------- | ------- | -------- | ------------- | ---------- | --------- | ----- | ----- | ------- | ----- | ------ | ----- | ------------- |
| Thuis | 0 – 0 | 5 – 3   | 1 – 0     | 2 – 3 | 1 – 3     | 1 – 3   | 3 – 0    | 1 – 1         | 0 – 3      | 0 – 2     | 0 – 3 | 6 – 1 | 3 – 1   | 1 – 2 | 2 – 2  | 1 – 3 | 1 – 1         |
| Uit   | 1 – 3 | 2 – 1   | 1 – 1     | 0 – 0 | 2 – 1     | 1 – 1   | 3 – 1    | 2 – 0         | 4 – 1      | 1 – 0     | 4 – 4 | 2 – 1 | 3 – 0   | 1 – 2 | 1 – 0  | 0 – 0 | 1 – 3         |

### KNVB beker
| 1e ronde                                 | Hermes DVS | 0 – 1 (0 – 1) | Heracles            |
| 15 september 1968 Plaats: Schiedam Harga |            |               | 28' André Hulshorst |

## Statistieken Hermes DVS 1968/1969

### Eindstand Hermes DVS in de Nederlandse Tweede divisie 1968 / 1969
| Stand | Gespeeld | Gewonnen | Gelijk | Verloren | Punten | Doelpunten voor | Doelpunten tegen |
| ----- | -------- | -------- | ------ | -------- | ------ | --------------- | ---------------- |
| 16e   | 34       | 8        | 9      | 17       | 25     | 47              | 60               |

### Topscorers
| #                | Naam                        | Goal |
| ---------------- | --------------------------- | ---- |
| 1.               | Cees van Kooten             | 13   |
| 2.               | Piet Teuling                | 10   |
| 3.               | Wim Klein                   | 6    |
| 4.               | Jaap van de Griend          | 5    |
| 5.               | Joop Stuivenberg            | 4    |
| 6.               | Ger Bakkes                  | 2    |
| 7.               | Wim van Baarle              | 1    |
| 7.               | Piet van der Burg           | 1    |
| 7.               | Gerard Flaes                | 1    |
| 7.               | Theo de Raaij               | 1    |
| Eigen doelpunten |                             |      |
| –                | Frits van Ierland (Baronie) | 1    |
| –                | Piet Kowcz (VVV)            | 1    |
| –                | Hens Maas (NOAD)            | 1    |
| Totaal           | Totaal                      | 47   |

| #      | Naam        | Goal |
| ------ | ----------- | ---- |
| –      | Geen speler | 0    |
| Totaal | Totaal      | 0    |

## Voetnoten
AGOVV · Baronie · SC Drente · EDO · Excelsior · Fortuna · Gooiland · De Graafschap · Heerenveen · Hermes DVS · Limburgia · NOAD · PEC · Roda JC · Velox · FC VVV · ZFC · Zwolsche Boys